# Marius Niculae
Marius Constantin Niculae (Bucarest, 16 maggio 1981) è un ex calciatore rumeno, attaccante.

## Caratteristiche tecniche
Attaccante, può giocare anche come ala sinistra.
Nel 2001 è stato inserito nella lista dei migliori calciatori stilata da Don Balón.

## Palmarès

### Club
- Campionato rumeno: 1

Dinamo Bucarest: 1999-2000
- Coppa di Romania: 3

Dinamo Bucarest: 1999-2000, 2000-2001, 2011-2012
- Supercoppa di Romania: 1

Dinamo Bucarest: 2012
- Campionato portoghese: 1

Sporting Lisbona: 2001-2002
- Coppa del Portogallo: 1

Sporting Lisbona: 2001-2002
- Supercoppa di Portogallo: 1

Sporting Lisbona: 2002

### Individuale
- Capocannoniere del campionato rumeno: 1

2000-2001 (20 gol)

## Statistiche

### Cronologia presenze e reti in nazionale
| Cronologia completa delle presenze e delle reti in nazionale ― Romania | Cronologia completa delle presenze e delle reti in nazionale ― Romania | Cronologia completa delle presenze e delle reti in nazionale ― Romania | Cronologia completa delle presenze e delle reti in nazionale ― Romania | Cronologia completa delle presenze e delle reti in nazionale ― Romania | Cronologia completa delle presenze e delle reti in nazionale ― Romania | Cronologia completa delle presenze e delle reti in nazionale ― Romania | Cronologia completa delle presenze e delle reti in nazionale ― Romania |
| Data                                                                   | Città                                                                  | In casa                                                                | Risultato                                                              | Ospiti                                                                 | Competizione                                                           | Reti                                                                   | Note                                                                   |
| ---------------------------------------------------------------------- | ---------------------------------------------------------------------- | ---------------------------------------------------------------------- | ---------------------------------------------------------------------- | ---------------------------------------------------------------------- | ---------------------------------------------------------------------- | ---------------------------------------------------------------------- | ---------------------------------------------------------------------- |
| 2-2-2000                                                               | Paphos                                                                 | Lettonia                                                               | 0 – 2                                                                  | Cipro                                                                  | Amichevole                                                             | 1                                                                      |                                                                        |
| 4-2-2000                                                               | Larnaca                                                                | Georgia                                                                | 1 – 1 dts (2 – 4 dtr)                                                  | Romania                                                                | Amichevole                                                             | -                                                                      | 59’                                                                    |
| 6-2-2000                                                               | Strovolos                                                              | Cipro                                                                  | 3 – 2 dts                                                              | Romania                                                                | Amichevole                                                             | -                                                                      | 67’                                                                    |
| 15-11-2000                                                             | Bucarest                                                               | Romania                                                                | 2 – 1                                                                  | Jugoslavia                                                             | Amichevole                                                             | -                                                                      | 81’                                                                    |
| 5-12-2000                                                              | Annaba                                                                 | Algeria                                                                | 3 – 2                                                                  | Romania                                                                | Amichevole                                                             | 2                                                                      |                                                                        |
| 8-12-2000                                                              | Annaba                                                                 | Algeria                                                                | 2 – 3                                                                  | Romania                                                                | Amichevole                                                             | 2                                                                      |                                                                        |
| 26-2-2001                                                              | Strovolos                                                              | Romania                                                                | 1 – 0 dts                                                              | Ucraina                                                                | Amichevole                                                             | -                                                                      | 59’                                                                    |
| 28-2-2001                                                              | Strovolos                                                              | Romania                                                                | 3 – 0                                                                  | Lituania                                                               | Amichevole                                                             | -                                                                      | 61’                                                                    |
| 24-3-2001                                                              | Bucarest                                                               | Romania                                                                | 0 – 2                                                                  | Italia                                                                 | Qual. Mondiali 2002                                                    | -                                                                      |                                                                        |
| 28-3-2001                                                              | Tbilisi                                                                | Georgia                                                                | 0 – 2                                                                  | Romania                                                                | Qual. Mondiali 2002                                                    | -                                                                      | 57’                                                                    |
| 25-4-2001                                                              | Ploiești                                                               | Romania                                                                | 0 – 0                                                                  | Slovacchia                                                             | Amichevole                                                             | -                                                                      | 46’                                                                    |
| 2-6-2001                                                               | Bucarest                                                               | Romania                                                                | 2 – 0                                                                  | Ungheria                                                               | Qual. Mondiali 2002                                                    | 2                                                                      |                                                                        |
| 6-6-2001                                                               | Kaunas                                                                 | Lituania                                                               | 1 – 2                                                                  | Romania                                                                | Qual. Mondiali 2002                                                    | -                                                                      |                                                                        |
| 15-8-2001                                                              | Lubiana                                                                | Slovenia                                                               | 2 – 2                                                                  | Romania                                                                | Amichevole                                                             | 1                                                                      | 46’                                                                    |
| 5-9-2001                                                               | Budapest                                                               | Ungheria                                                               | 0 – 2                                                                  | Romania                                                                | Qual. Mondiali 2002                                                    | 1                                                                      | 80’                                                                    |
| 6-10-2001                                                              | Bucarest                                                               | Romania                                                                | 1 – 1                                                                  | Georgia                                                                | Qual. Mondiali 2002                                                    | -                                                                      |                                                                        |
| 10-11-2001                                                             | Lubiana                                                                | Slovenia                                                               | 2 – 1                                                                  | Romania                                                                | Qual. Mondiali 2002                                                    | 1                                                                      |                                                                        |
| 14-11-2001                                                             | Bucarest                                                               | Romania                                                                | 1 – 1                                                                  | Slovenia                                                               | Qual. Mondiali 2002                                                    | -                                                                      |                                                                        |
| 21-8-2002                                                              | Costanza                                                               | Romania                                                                | 0 – 1                                                                  | Grecia                                                                 | Amichevole                                                             | -                                                                      | 46’                                                                    |
| 7-9-2002                                                               | Sarajevo                                                               | Bosnia ed Erzegovina                                                   | 0 – 3                                                                  | Romania                                                                | Qual. Euro 2004                                                        | -                                                                      | 68’                                                                    |
| 12-10-2002                                                             | Bucarest                                                               | Romania                                                                | 0 – 1                                                                  | Norvegia                                                               | Qual. Euro 2004                                                        | -                                                                      | 62’                                                                    |
| 20-11-2002                                                             | Timișoara                                                              | Romania                                                                | 0 – 1                                                                  | Croazia                                                                | Amichevole                                                             | -                                                                      | 46’                                                                    |
| 28-4-2004                                                              | Bucarest                                                               | Romania                                                                | 5 – 1                                                                  | Germania                                                               | Amichevole                                                             | -                                                                      | 83’                                                                    |
| 8-9-2004                                                               | Andorra La Vella                                                       | Andorra                                                                | 1 – 5                                                                  | Romania                                                                | Qual. Mondiali 2006                                                    | 2                                                                      | 75’                                                                    |
| 4-6-2005                                                               | Rotterdam                                                              | Paesi Bassi                                                            | 2 – 0                                                                  | Romania                                                                | Qual. Mondiali 2006                                                    | -                                                                      | 66’                                                                    |
| 8-6-2005                                                               | Costanza                                                               | Romania                                                                | 3 – 0                                                                  | Armenia                                                                | Qual. Mondiali 2006                                                    | -                                                                      |                                                                        |
| 24-5-2006                                                              | Los Angeles                                                            | Uruguay                                                                | 2 – 0                                                                  | Romania                                                                | Amichevole                                                             | -                                                                      | 46’                                                                    |
| 27-5-2006                                                              | Chicago                                                                | Romania                                                                | 0 – 0                                                                  | Colombia                                                               | Amichevole                                                             | -                                                                      | 73’ 84’                                                                |
| 26-3-2008                                                              | Bucarest                                                               | Romania                                                                | 3 – 0                                                                  | Russia                                                                 | Amichevole                                                             | 1                                                                      | 46’                                                                    |
| 31-5-2008                                                              | Bucarest                                                               | Romania                                                                | 4 – 0                                                                  | Montenegro                                                             | Amichevole                                                             | -                                                                      | 46’                                                                    |
| 9-6-2008                                                               | Zurigo                                                                 | Romania                                                                | 0 – 0                                                                  | Francia                                                                | Euro 2008 - 1º turno                                                   | -                                                                      | 78’                                                                    |
| 17-6-2008                                                              | Berna                                                                  | Paesi Bassi                                                            | 2 – 0                                                                  | Romania                                                                | Euro 2008 - 1º turno                                                   | -                                                                      | 59’                                                                    |
| 6-9-2008                                                               | Cluj-Napoca                                                            | Romania                                                                | 0 – 3                                                                  | Lituania                                                               | Qual. Mondiali 2010                                                    | -                                                                      | 46’ 69’                                                                |
| 10-9-2008                                                              | Tórshavn                                                               | Fær Øer                                                                | 0 – 1                                                                  | Romania                                                                | Qual. Mondiali 2010                                                    | -                                                                      | 89’                                                                    |
| 28-3-2009                                                              | Costanza                                                               | Romania                                                                | 2 – 3                                                                  | Serbia                                                                 | Qual. Mondiali 2010                                                    | -                                                                      | 76’                                                                    |
| 1-4-2009                                                               | Klagenfurt                                                             | Austria                                                                | 2 – 1                                                                  | Romania                                                                | Qual. Mondiali 2010                                                    | -                                                                      | 68’                                                                    |
| 6-6-2009                                                               | Marijampolė                                                            | Lituania                                                               | 0 – 1                                                                  | Romania                                                                | Qual. Mondiali 2010                                                    | -                                                                      | 85’                                                                    |
| 3-3-2010                                                               | Timișoara                                                              | Romania                                                                | 0 – 2                                                                  | Israele                                                                | Amichevole                                                             | -                                                                      | 57’                                                                    |
| 15-11-2011                                                             | Altach                                                                 | Grecia                                                                 | 1 – 3                                                                  | Romania                                                                | Amichevole                                                             | -                                                                      | 46’                                                                    |
| 29-2-2012                                                              | Bucarest                                                               | Romania                                                                | 1 – 1                                                                  | Uruguay                                                                | Amichevole                                                             | -                                                                      | 46’                                                                    |
| 15-8-2012                                                              | Lubiana                                                                | Slovenia                                                               | 4 – 3                                                                  | Romania                                                                | Amichevole                                                             | -                                                                      | 65’                                                                    |
| 7-9-2012                                                               | Tallinn                                                                | Estonia                                                                | 0 – 2                                                                  | Romania                                                                | Qual. Mondiali 2014                                                    | 1                                                                      | 85’                                                                    |
| 19-11-2013                                                             | Bucarest                                                               | Romania                                                                | 1 – 1                                                                  | Grecia                                                                 | Qual. Mondiali 2014                                                    | -                                                                      | 56’                                                                    |
| Totale                                                                 |                                                                        | Presenze                                                               | 43                                                                     |                                                                        | Reti                                                                   | 13                                                                     |                                                                        |

| Cronologia completa delle presenze e delle reti in nazionale (partite non ufficiali) ― Romania | Cronologia completa delle presenze e delle reti in nazionale (partite non ufficiali) ― Romania | Cronologia completa delle presenze e delle reti in nazionale (partite non ufficiali) ― Romania | Cronologia completa delle presenze e delle reti in nazionale (partite non ufficiali) ― Romania | Cronologia completa delle presenze e delle reti in nazionale (partite non ufficiali) ― Romania | Cronologia completa delle presenze e delle reti in nazionale (partite non ufficiali) ― Romania | Cronologia completa delle presenze e delle reti in nazionale (partite non ufficiali) ― Romania | Cronologia completa delle presenze e delle reti in nazionale (partite non ufficiali) ― Romania |
| Data                                                                                           | Città                                                                                          | In casa                                                                                        | Risultato                                                                                      | Ospiti                                                                                         | Competizione                                                                                   | Reti                                                                                           | Note                                                                                           |
| ---------------------------------------------------------------------------------------------- | ---------------------------------------------------------------------------------------------- | ---------------------------------------------------------------------------------------------- | ---------------------------------------------------------------------------------------------- | ---------------------------------------------------------------------------------------------- | ---------------------------------------------------------------------------------------------- | ---------------------------------------------------------------------------------------------- | ---------------------------------------------------------------------------------------------- |
| 27-1-2012                                                                                      | Belek                                                                                          | Turkmenistan                                                                                   | 0 – 4                                                                                          | Romania                                                                                        | Amichevole                                                                                     | 2                                                                                              | cap.                                                                                           |
| Totale                                                                                         |                                                                                                | Presenze                                                                                       | 1                                                                                              |                                                                                                | Reti                                                                                           | 2                                                                                              |                                                                                                |